# Jonathan (figure biblique)
Pour les articles homonymes, voir Jonathan.
Titre
Prince d'Israël et de Juda
Jonathan (en hébreu: יְהוֹנָתָן / יוֹנָתָן (« YHWH a donné ») est un personnage biblique. Il est prince du royaume d'Israël à l'époque où son père Saül est roi.
Les livres de Samuel, de l'Ancien Testament, rapportent qu'il se lie d'amitié avec le jeune David alors que celui-ci est désigné pour prendre le trône à Saül.
Jonathan meurt avec son père lors d'une bataille contre les Philistins au Mont Gelboé.

## La relation entre David et Jonathan
La relation entre David et Jonathan est presque entièrement rapportée dans le premier livre de Samuel de l'Ancien Testament, mais la fin de leur histoire se trouve dans le livre second de Samuel.
David, le plus jeune fils de Jessé, possédant  « de beaux yeux et bonne apparence », fut élevé auprès de Saül, roi d'Israël, et terrassa Goliath, le guerrier géant des Philistins, avec une seule pierre lancée d'une fronde. Jonathan, l'aîné de Saül, fut immédiatement sous le charme dès leur première rencontre : « Or il advint, dès que David eut achevé de parler à Saül, que l'âme de Jonathan se lia à l'âme de David et que Jonathan l'aima comme lui-même. » Ce même jour, « Jonathan conclut une alliance avec David, parce qu'il l'aimait comme lui-même » ; alors « [il] se dépouilla du manteau qu'il avait sur lui et il le donna à David, ainsi que ses effets et jusqu'à son épée, son casque et sa ceinture. »
Les gens d'Israël acceptèrent rapidement David parmi eux, non sans provoquer la colère et la jalousie de Saül qui essaiera à plusieurs reprises de tuer David. Apprenant l'une de ces tentatives, Jonathan avertit David et lui demanda de se cacher parce qu'il « avait beaucoup d'affection pour David. » Finalement David choisit la fuite, cherchant du réconfort auprès de Jonathan, et une nouvelle fois forcé de fuir devant les tentatives de Saül d'attenter à sa vie. Un moment, alors qu'ils se retrouvent seuls, David dit à Jonathan, « Ton père sait bien que j'ai trouvé grâce à tes yeux. »
« Alors Jonathan dit à David : "Ce que toi-même tu diras, je le ferai pour toi." [...] Ainsi Jonathan conclut une alliance avec la maison de David. Puis Jonathan recommença à adjurer David, au nom de son amour pour lui, car il l'aimait comme lui-même. »
David accepta de se cacher jusqu'à ce que Jonathan puisse affronter son père et se rendre compte si, pour sa sécurité, David pouvait demeurer ici. Jonathan approcha son père pour plaider la cause de David : « Alors la colère de Saül s'enflamma contre Jonathan et il lui dit : « Fils d'une femme à conduite perverse, est-ce que je ne sais pas que tu prends parti pour le fils de Jessé, à ta honte et à la honte de la nudité de ta mère ? » »
Jonathan en fut si peiné qu'il en perdit l'appétit plusieurs jours de suite. Il alla retrouver David dans sa cachette pour lui faire part de la situation, dangereuse pour ce dernier, et le priant de fuir. « David se leva d'à côté du tertre, il tomba le nez contre terre et se prosterna trois fois. Puis ils s'embrassèrent l'un l'autre et ils pleurèrent l'un sur l'autre, jusqu'à ce qu'il fût grand temps pour David. Alors Jonathan dit à David : "va en paix, puisque nous avons juré entre nous deux par le nom de Iahvé, en disant : Iahvé sera entre moi et toi, entre ma race et ta race à jamais !"  David se leva et s'en alla, tandis que Jonathan rentrait dans la ville. »
Saül continua à pourchasser David. David et Jonathan renouvelèrent leur alliance, et finalement Saül et David se réconcilièrent. Quand Jonathan est tué sur le mont Guelboé par les Philistins, David pleure sa mort en s'écriant, « Je suis en détresse à cause de toi, mon frère Jonathan, tu m'étais très cher, ton amour était pour moi plus merveilleux que l'amour des femmes ! »

## Mort de Jonathan
Jonathan meurt tué par les Philistins,, sur le mont Guilboa,,. Les Philistins accrochent le cadavre de Jonathan à la muraille de Beït Shéan. Les habitants de Jabès en Galaad enlèvent son cadavre de la muraille,, le brûlent, puis enterrent ses ossements, sous un tamaris à Jabès en Galaad,. Le roi David va prendre ses ossements à Jabès en Galaad et les enterre à Tséla dans la tombe de Quish, grand-père de Jonathan.

## Descendance de Jonathan
La descendance de Jonathan se trouve dans le Premier Livre des Chroniques,.
- Jonathan
  - Mephibosheth ou Merib-Baal
    - Mika
      - Pithôn
      - Mélek
      - Taréa ou Tahréa
      - Ahaz
        - Yehoadda ou Yara
          - Alémeth
          - Azmaveth
          - Zimri
            - Motsa
              - Binéa
                - Rapha ou Rephaïa
                  - Éléasa
                    - Atsel
                      - Azriqam
                      - Bokrou
                      - Yishmaël
                      - Shéaria
                      - Obadia
                      - Hanân

                    - Eshéq
                      - Oulam
                      - Yéhoush
                      - Éliphélet

## Galerie

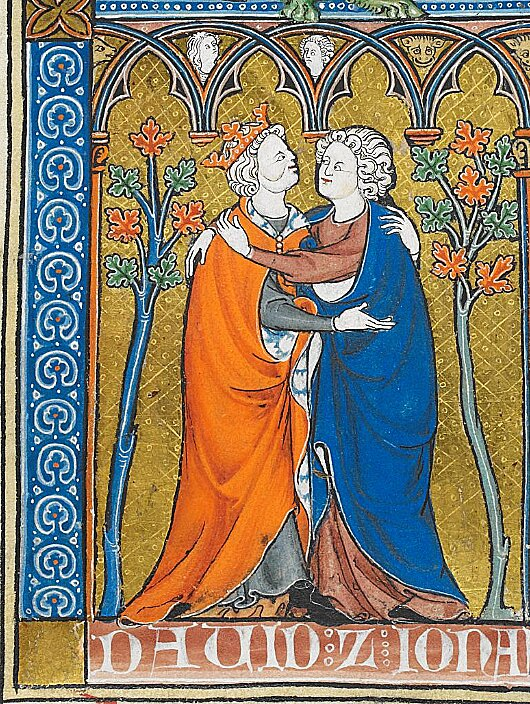
Les princes bibliques David et Jonathan s'embrassant, illustration de La Somme le roy, manuscrit français vers 1300, British Library.